# Tanith Belbin
Tanith Belbin, née le 11 juillet 1984 à Kingston (Ontario), est une patineuse canado-américaine. Son partenaire en danse sur glace est Benjamin Agosto avec lequel elle représente les États-Unis.
Belbin et Agosto sont devenus les deuxièmes américains à être médaillés olympiques en danse sur glace, lors des Jeux olympiques de Turin en 2006, 30 ans après Collen O'Connor et James Millns.

## Biographie

### Vie personnelle
Tanith Belbin est née à Kingston (Ontario), mais elle a grandi à Kirkland (Québec). Elle a vécu et s'est entraîné à Canton (Michigan) pendant plusieurs années, avant de déménager à Aston (Pennsylvanie) durant l'été 2008.
Sa mère est une ancienne patineuse artistique, qui s'est entraîné à St-John's (Terre-Neuve). Elle est aujourd'hui designer et a élaboré plusieurs robes de patinage pour Tanith.
Tanith a fréquenté, dans le passé, le champion Olympique de 2010 et finaliste deDancing with the Stars 10 Evan Lysacek. Depuis l'été 2009, elle fréquente le médaillé d'argent olympique 2010 en danse et rival sur la scène nationale, Charlie White.
Depuis le 22 novembre 2010 elle coanime avec Vernon Kay le spin-off de Dancing with the Stars, Skating with the Stars.

### Carrière sportive
Tanith Belbin a patiné en couple et en danse, avant de se concentrer sur la danse sur glace. Paul Writz l'a initié à la danse sur glace. Elle a patiné avec Ben Barruco en couple et avec Liam Dougherty en danse, représentant le Canada. Par contre, elle n'a jamais fait de compétitions internationales avec eux.
Incapable de trouver un nouveau bon partenaire au Canada, Tanith a déménagé à Détroit en 1998, pour s'associer avec Benjamin Agosto. Dès la saison 1999-2000, le couple connaît du succès au niveau Junior. Ils gagnèrent le titre national junior ainsi qu'une médaille de bronze aux Championnats du monde Junior. À leur première année au niveau Senior, ils se classèrent deuxième aux Championnats des États-Unis et se qualifièrent pour l'équipe mondiale. Ils sont envoyés aux Championnats du monde Junior et Senior à chaque année que leur âge leur permet.
Belbin et Agosto se qualifièrent pour aller aux Jeux olympiques de Salt Lake City en 2002, lorsqu'ils terminèrent deuxième aux Championnats des États-Unis. Mais ils n'étaient pas éligibles, car Belbin, qui est d'origine canadienne, n'avait pas la citoyenneté américaine. Ils furent donc envoyés aux autres championnats de l'ISU auxquels ils étaient éligibles : le Quatre Continents, les championnats du monde Junior et Senior. En 2002, ils ont gagné le titre de champion du monde Junior. La saison suivante, Agosto n'avait plus l'âge requis pour participer aux Championnats du monde Junior.
En 2004, Tanith and Benjamin ont gagné le championnat des États-Unis pour la première fois. Durant le championnat des États-Unis de 2005, dans lequel le système de notation du 6.0 pour la dernière fois, ils ont récolté que des notes parfaites de 6.0 pour la présentation lors de la danse libre. Sur les 30 notes de 6.0 données durant ce championnat en danse sur glace, Belbin et Agosto en ont récolté 14. C'est le deuxième meilleur total de 6.0 après Michelle Kwan, qui est en compte 38.
Aux Championnats du monde de 2005, Belbin et Agosto ont remporté la médaille d'argent. Malgré cela, ils étaient toujours inéligibles pour aller aux Jeux olympiques de Turin en 2006, puisque Belbin n'avait toujours pas la citoyenneté américaine. Leur médaille d'argent combiné avec le classement de l'autre couple américain, permit aux États-Unis d'avoir trois places pour la danse sur glace aux Jeux olympiques pour la première fois depuis 1984.
Étant donné que Belbin a commencé ses démarches pour acquérir la citoyenneté américaine avant que les nouvelles règles soient effectives, sa citoyenneté n'aurait pas pu être acquise avant 2007. Plusieurs fans de Belbin/Agosto, qui croyaient à leurs chances de gagner une médaille olympique, ont écrit des lettres et signé des pétitions demandant au Congrès américain de voter une loi spéciale qui permettrait à Tanith de devenir citoyenne américaine à temps pour participer aux Jeux olympiques de 2006. Ceci amena une certaine controverse. La mère d'un danseur sur glace américain, David Mitchell, croyait que c'était injuste de changer les règles pour Belbin. Les supporteurs et fans de Belbin/Agosto ont fait remarquer que si les États-Unis pouvaient envoyer 3 couples de danse sur glace aux Olympiques, c'était grâce à la médaille d'argent remportée par eux aux Championnats du monde de 2005, et que par ce fait, une place dans l'équipe olympique leur revenait de droit. Plus tard, aux championnats américains de 2006, David Mitchell et sa partenaire Loren Galler-Rabinowitz se sont classés 9e, un classement insuffisant pour être sur l'équipe américaine olympique et mondiale.
Par un acte spécial du Congrès américain passé le 28 décembre 2005, signé par le Président George W. Bush le 31 décembre 2005, Tanith Belbin est devenu une citoyenne américaine. Ainsi, elle était éligible pour participer aux Jeux olympiques de Turin. Ils ont remporté la médaille d'argent, le 20 février 2006, devenant le premier couple de danseurs sur glace américain à remporter une médaille olympique.

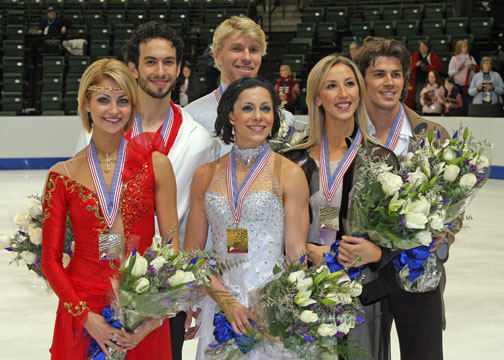
De gauche à droite Belbin/Agosto, Delobel/Schoenfelder, Kerr/Kerr à Skate America 2008.

Durant la saison 2006-2007, Belbin et Agosto ont présenté une danse libre sur la musique de "That's Entertainment". Ce programme a reçu un accueil plutôt froid, donc ils ont décidé de s'en débarrasser et présentèrent une autre danse libre sur la musique du film "Le fabuleux destin d'Amélie Poulain" lors des championnats des États-Unis de 2007. Ils ont remporté leur troisième titre national, la médaille d'argent aux Quatre Continents et une deuxième médaille de bronze aux Championnats du monde.
Belbin et Agosto ont gagné leurs deux compétitions de Grand Prix durant la saison 2007/2008. Ils se sont qualifiés pour la finale, où ils ont terminé deuxième. Aux championnats des États-Unis 2008, ils ont remporté leur 5e titre national consécutif. Ils ont terminé 4e aux championnats du monde 2008.

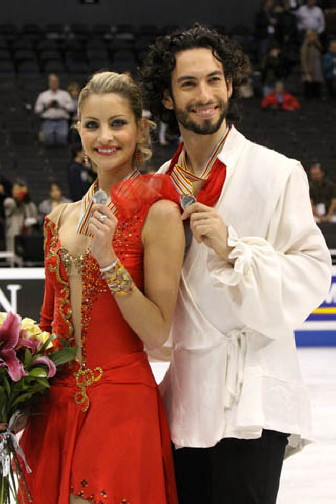
Tantih Belbin avec Benjamin Agosto aux championnats du monde 2009

À la saison 2008/2009, Belbin et Agosto ont gagné des médailles d'argent à chacune de leurs compétitions du Grand Prix. Ils se sont qualifiés pour la Finale. Ils durent déclarer forfait après la danse originale, à la suite d'une blessure qu'Agosto s'est faite au dos. Ils durent également déclarer forfait des championnats des États-Unis. Malgré tout, ils furent nommés sur l'équipe américaine pour les championnats du monde à Los Angeles. Après avoir terminé deuxième après la danse imposée, ils ont remporté la danse originale et ont terminé deuxième de la danse libre. Ils ont remporté la médaille d'argent.
Pour le Grand Prix ISU 2009/2010, Belbin et Agosto ont remporté leurs deux compétitions : Coupe de Chine et Skate America. Ils se sont qualifiés facilement pour la Finale du Grand Prix, mais Belbin éprouva des ennuis avec une dent de sagesse qui avait requis une intervention chirurgicale et le couple dut déclarer forfait. Ils sont de retour à la compétition pour les championnats des États-Unis et terminèrent deuxième derrière Meryl Davis/Charlie White. Lors des Jeux Olympiques de 2010, ils ont terminé quatrième. Ils ont décidé de ne pas aller aux championnats du monde, un mois après les Olympiques. Les plans d'avenir du couple ne sont pas encore confirmés, malgré des rumeurs persistantes de retraite.
Après une 4e aux Jeux olympiques d'hiver de Vancouver et une impasse aux championnats du monde 2010 à Turin, le couple annonce la fin de leur carrière sportive amateur le 10 juin 2010.

### Changements d'entraîneur

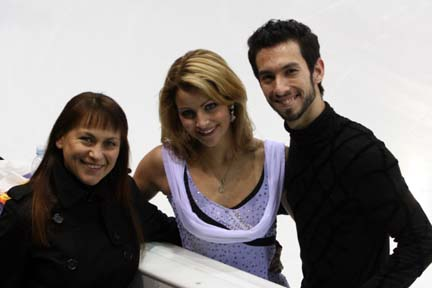
Belbin et Agosto avec Marina Zoueva à la Finale du Grand Prix ISU 2007/2008.

Depuis leurs débuts ensemble en 1998, Belbin et Agosto ont eu comme entraîneur Igor Shpilband et Marina Zoueva. En avril 2008, Belbin et Agosto ont annoncé qu'ils quittaient Igor Shpilband et Marina Zoueva, pour rejoindre Natalia Linitchouk et Guennadi Karponossov à Aston (Pennsylvanie).

## Palmarès
Avec son partenaire Benjamin Agosto
| Compétition                         | 2000    | 2001    | 2002    | 2003    | 2004    | 2005    | 2006    | 2007    | 2008    | 2009    | 2010    |  |  |  |
| Jeux olympiques d'hiver             |         |         |         |         |         |         | 2e      |         |         |         | 4e      |  |  |  |
| Championnats du monde               |         | 17e     | 13e     | 7e      | 5e      | 2e      | 3e      | 3e      | 4e      | 2e      | F       |  |  |  |
| Quatre continents                   |         |         | 2e      | 2e      | 1re     | 1re     | 1re     | 2e      |         |         |         |  |  |  |
| Championnats des États-Unis         |         | 2e      | 2e      | 2e      | 1re     | 1re     | 1re     | 1re     | 1re     | F       | 2e      |  |  |  |
| Championnats du monde juniors       | 3e      | 2e      | 1re     |         |         |         |         |         |         |         |         |  |  |  |
|                                     |         |         |         |         |         |         |         |         |         |         |         |  |  |  |
| Grand Prix ISU                      | 1999/00 | 2000/01 | 2001/02 | 2002/03 | 2003/04 | 2004/05 | 2005/06 | 2006/07 | 2007/08 | 2008/09 | 2009/10 |  |  |  |
| Finale du Grand Prix                |         |         |         |         | 3e      | 2e      |         | F       | 2e      | A       | F       |  |  |  |
| Skate America                       |         |         | 5e      | 3e      | 1re     | 1re     | 1re     |         | 1re     | 2e      | 1re     |  |  |  |
| Coupe de Chine                      |         |         |         |         |         | 1re     |         | 2e      | 1re     | 2e      | 1re     |  |  |  |
| Trophée de France                   |         |         | 6e      | 3e      | 4e      |         |         |         |         |         |         |  |  |  |
| Coupe de Russie                     |         |         |         |         | 2e      |         |         | 1re     |         |         |         |  |  |  |
| Légende : F = Forfait ; A = Abandon |         |         |         |         |         |         |         |         |         |         |         |  |  |  |